# 太阳系仪

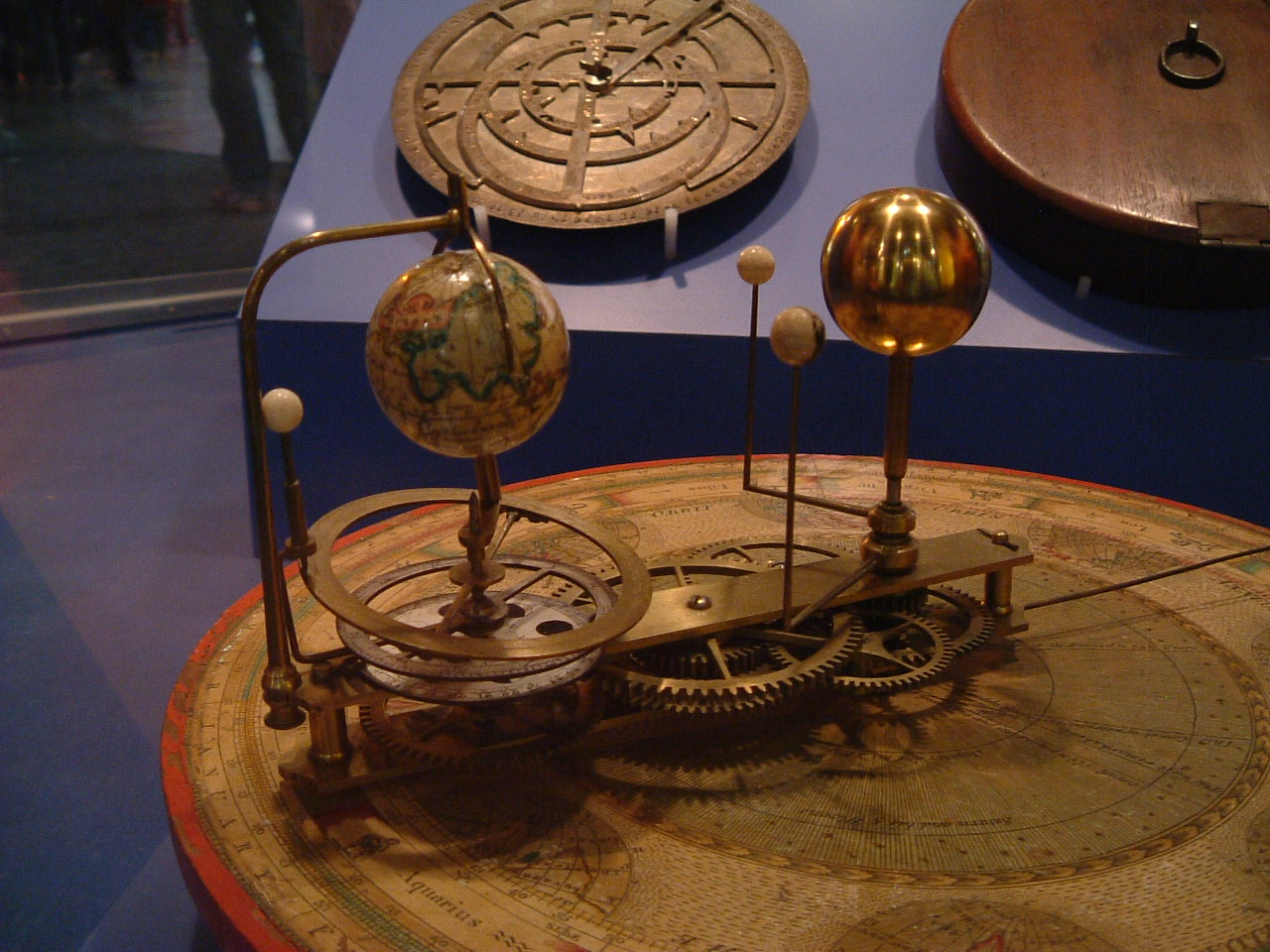
一個只顯示地球和內行星的小太陽系儀。

太阳系仪（Orrery）是一种机械设备，以日心说的模式来表现太阳系中行星和月亮的相对位置和移动。通常都由一个巨大的发条装置驱动，一个放在中间的球代表太阳，每个支架后面各有一个代表行星的球。

## 历史

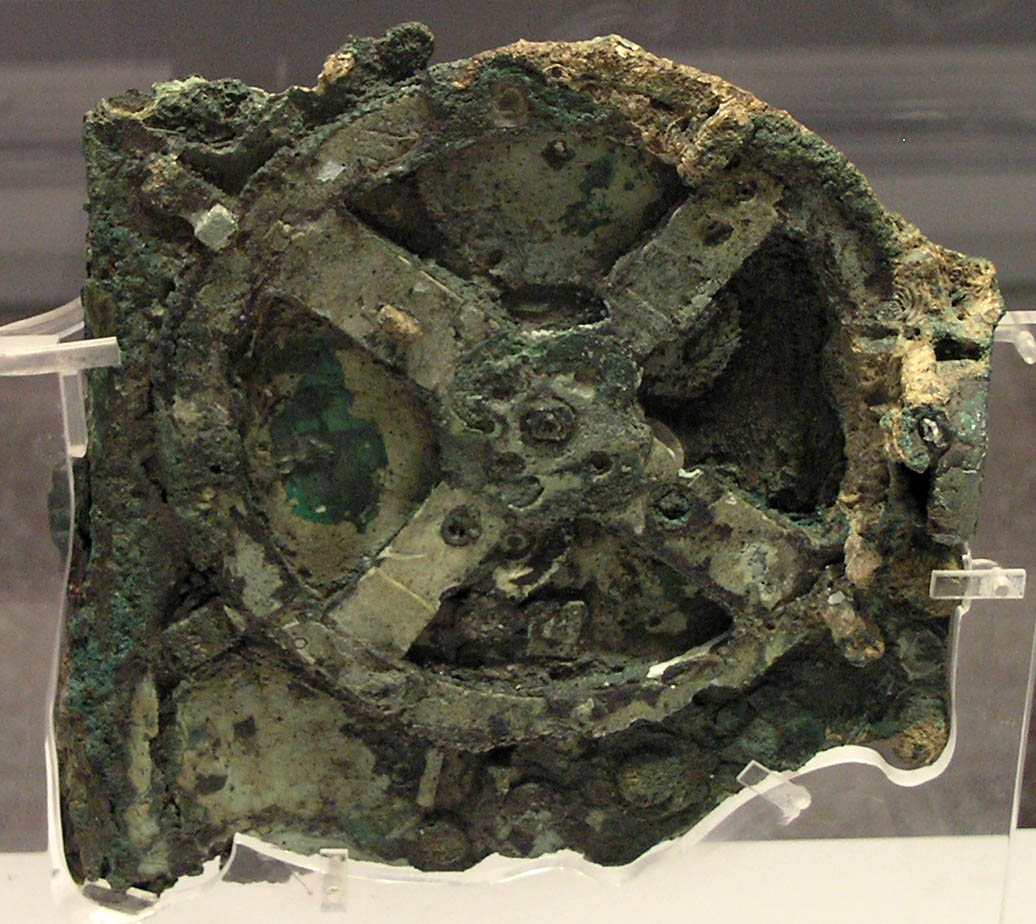
安提基特拉机械 (主要的殘骸), ca. 125 BC

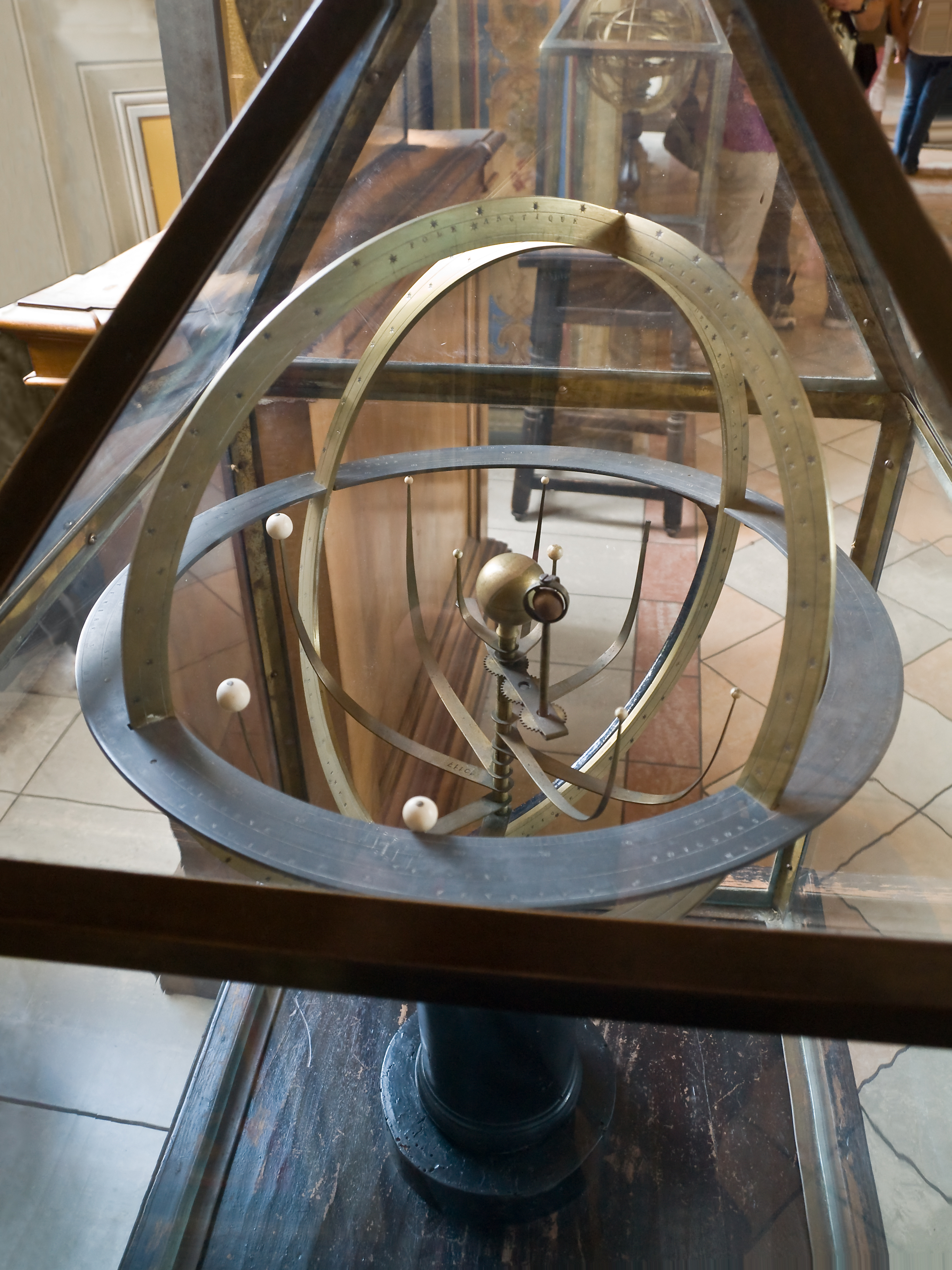
太陽系儀(梵蒂岡博物館).

西塞罗认为，希腊哲学家波希多尼所做的太阳系仪，基本或完全是按照安提基特拉机械制作的，展示了周日运动中的太阳、月亮及其他五颗已知行星。西塞罗的这个记录写于公元前1世纪。
安提基特拉机械可能被认为是最早的太阳系仪之一。它是一台古老的机械计算器（也有人认为是第一台机械计算机），用来计算天空中星星的位置。它是在希腊安迪基西拉岛附近的一艘古代沉船內找到，机器最后的日期定格在公元前150－前100年之间。當中的複雜結構如類時鐘形齒輪鍊和插銷槽結構直到1000年后才再次出现。
第一台现代太阳系仪大概是1704年喬治·格拉漢姆和托马斯·汤姆皮恩所做的。 他将第一个模型（或设计）交给了声名卓著的伦敦器械师约翰·劳利（John Rowley），让他为萨伏伊的欧根亲王仿制一台。劳利受命为赞助人第四代奥雷里伯爵查尔斯·波义耳制作另外一台，机器由此得以命名。第一台机器的模型送给了查尔斯的孙子约翰，也就是后来的第五代伯爵。
藏于德比博物馆与艺术画廊 的约瑟夫·赖特绘画《一位哲学家正在讲授太阳系，并用一盏灯代替太阳》（約1766年著作），描述了一群人（三个男人，三个孩子，一个单身女人）正在听一位自然哲学家演说，黑暗房间中唯一光源是来自于铜制太阳系仪中的太阳，这个太阳系仪为了近似于浑天仪，而在外圍加了一圈光环。当然他们也可以演示月蚀的形成。  埃尔郡芬维克的鞋匠約翰·富爾敦在1823年至1833年间做了三台太阳系仪，最后一台收藏于格拉斯哥开尔文格罗夫美术馆和博物馆。
埃薩埃辛格天文館（实际上是一座太阳系仪）於1774至1781年间由埃薩·埃辛格（Eise Eisinger）在荷兰弗拉訥克的家中建造。其所展示的行星运动占据了整个房屋的天花板，并从建造之初到现在几乎没停止过运转。

## 说明

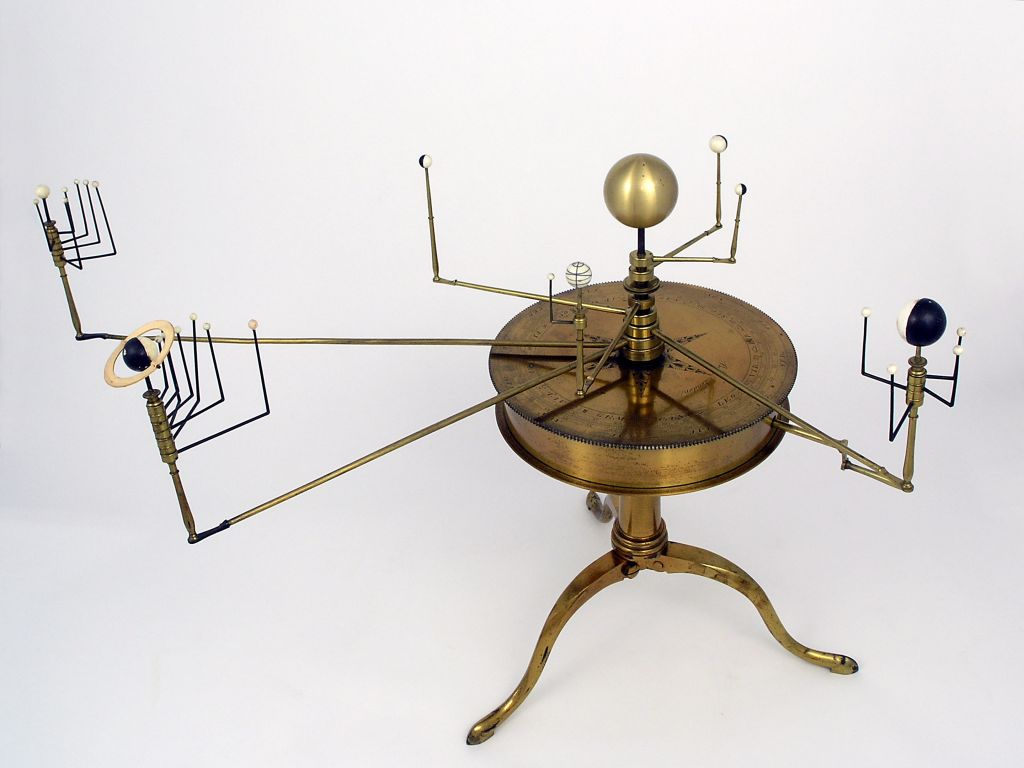
一座由罗伯特·布莱特尔·贝特（Robert Brettell Bate）于1812年左右制作的太阳系仪，目前保存在智库伯明翰科学博物馆。

太阳系仪又是被叫做天文馆，虽然那个单词实际上是指那些将夜晚的天空图像投射到头顶天花的半球形剧场。太阳系仪可以做成房间大小或仅有巴掌大小。
太阳系仪通常没有按比例制作。有些按比例的太阳系比例模型，经常有好几公里那么大。一个新的观点是让人来扮演运动的行星和其他太阳系物体。这样的模型，叫做人体太阳仪，曾经在北愛爾蘭阿马天文台精确的上演过。
一个普通的机械表可以被看做为一个极简单的太阳系仪，太阳是中心点，地球在分针上，木星在时针上；木星每绕太阳运转1周，地球就运转12周。需要注意的是1木星年实际上等于11.86地球年，所以这个特别的太阳系仪很快就会出现误差。一个真正的太阳系仪会是十分精准的，其包括更多行星，并且会让行星们产生自转。
很多天文馆都有投影到穹顶上的太阳系仪，用一个点或图片来代表太阳和行星。这些通常都只有从水星到木星的行星，也有一些包括了天王星。这些行星的光源被投射到装了马达的镜子上，由此可以让行星图片沿着穹顶移动。通常地球绕太阳一圈设为1分钟，其他行星的运转时间按比例对照真实时间来计算。这样，实际上金星绕太阳一圈需要224.7天，在太阳系仪上所演示的时间就是0.7分钟；木星是11.86分钟。
有些天文馆利用这一点来使用太阳系仪模拟行星和卫星的运转，比如水星绕太阳一圈要0.24地球年，而火卫一和火卫二环绕火星要近似于4：1的时间。由此天文馆工作者希望通过将太阳套上一个红圈（假设他为火星），关掉除地球和水星的所有行星，来表示火卫一和火卫二。这种小技巧也可以用来演示冥王星和他的三个卫星。